# Gyakornokok
A Gyakornokok (eredeti cím: The Internship) 2013-ban bemutatott amerikai vígjáték Vince Vaughn és Owen Wilson főszereplésével. A Googleplexben, a Google Inc. San José közeli központjában játszódik. 
Premierje Amerikában 2013. június 7-én, Magyarországon 2013. június 13-án volt. 

## Cselekmény
Billy McMahon (Vince Vaughn) és Nick Campbell (Owen Wilson) két ügynök, akik bármit bárkire képesek rásózni. Egészen addig, míg munkahelyük meg nem szűnik és kénytelenek másik állás után járni. Sok idő elteltével Billy rájön a megoldásra: Nickkel együtt gyakornoki állásra jelentkeznek a Google-nál. Az állás megkapásához egy csapatba rakják őket, akikkel együtt meg kell küzdeniük az állásért, amit nehezít Mr. Chetty Mick és Billy iránti utálata. A csapat tagjai – Stuart, Yo-Yo, Neha és Lyle – eleinte próbálnak megszabadulni tőlük – pl. emiatt Billy-t és Nick-et megveri "X professzor" -, ám később a srácok megmutatják, milyen is bulizni, ami után az összemelegedett csapat felveszi a versenyt a Graham Hawtrey vezette csapat ellen.

## Szereplők
| Szerep | Színész               | Magyar hang        |
| --- | --------------------- | ------------------ |
| Billy McMahon | Vince Vaughn          | Haás Vander Péter  |
| Nick Campbell | Owen Wilson           | Széles Tamás       |
| Mr. Chetty | Aasif Mandvi          | Kerekes József     |
| Stuart | Dylan O’Brien         | Szvetlov Balázs    |
| Yo-Yo Santos | Tobit Raphael         | Márkus Sándor      |
| Neha | Tiya Sircar           | Bogdányi Titanilla |
| Lyle | Josh Brener           | Kovács Lehel       |
| Graham Hawtrey | Max Minghella         | Hamvas Dániel      |
| Nem X professzor | Jarion Monroe         | Horányi László     |
| Dana | Rose Byrne            | Balsai Móni        |
| Sammy Boscoe | John Goodman          | Papp János         |
| Kevin | Will Ferrell          | Forgács Péter      |
| Sal | Bruno Amato           | Papucsek Vilmos    |
| Sid | Eric André            | Horváth Illés      |
| Club Douche | Brian F. Durkin       | Bognár Tamás       |
| Andrew Anderson (Headphones) | Josh Gad              | Elek Ferenc        |
| Megan | JoAnna Garcia Swisher | Ruttkay Laura      |
| Zach | Harvey Guillen        | Baráth István      |
| Randy | Rob Riggle            | Király Attila      |
| Marielena | Jessica Szohr         | Solecki Janka      |
| Bob Williams | Gary Anthony Williams | Faragó András      |
| Jeanie | Ashlee Heath          | Mezei Kitty        |
| Interjúztató 1 | Karen Ceesay          | Törtei Tünde       |
| Interjúztató 2 | B.J. Novak            | Csőre Gábor        |
| Eladó a Google-nál | Clifton Guterman      | Pálmai Szabolcs    |
| További magyar hangok |                       |                    |
| Bárány Virág, Berkes Bence, Bókai Mária, Bor László, Csépai Eszter, Egri Márta, Gacsal Ádám, Gáspár Kata, Gesztesi Máté, Gyurin Zsolt, Hermann Lilla, Horváth Zsuzsa, Kajtár Róbert, Kis-Kovács Luca, Koller Virág, Lipcsey Borbála, Mészáros András, Molnár Zsuzsa, Sipos Eszter Anna, Zöld Csaba |                       |                    |

## Díjak és jelölések
Teen Choice Awards
- Choice Summer: Movie – Comedy jelölés